# ابن أبي عمر المقدسي
أَبُو الْفَرَجِ شَمْسُ الدِّينِ عَبْدُ الرَّحْمٰنِ بْنُ أَبِي عُمَرَ مُحَمَّدِ بْنِ أَحْمَدَ بْنِ مُحَمَّدِ بْنِ قُدَامَةَ الْمَقْدِسِيُّ الْجَمَّاعِيلِيُّ الصَّالِحِيُّ الْحَنْبَلِيُّ (محرم 597 – ربيع الآخر 682هـ / أكتوبر [تشرين الأول] 1200 – 26 يوليو [تموز] 1283م) فقيه، من أعيان الحنابلة. ولد وتوفي في دمشق، وهو أول من ولي قضاء الحنابلة بها، استمر فيه نحو اثني عشر عاما ولم يتناول عليه معلوماً، ثم عزل نفسه. له تصانيف، منها: «الشافي» وهو الشرح الكبير على المقنع، في فقه الحنابلة. وهو ابن اخ لابن قدامة المقدسي، كما انه من شيوخ الإمام النووي في علم الحديث، يقول ابن العطار: «وهو أجل شيوخه (أي شيوخ الحديث)».

## سيرته
ولد في المحرم سنة 597 هـ بالدير بسفح قاسيون، وسمع من أبيه (محمد بن أحمد ت. 607 هـ)، وعمه موفق الدين ابن قدامة، وأجاز له جماعة، ثم سمع بنفسه، وقرأ، وعني بالحديث، وكتب بخطه، وتفقه على عمه ابن قدامة، وعرض عليه المقنع وشرحه عليه، وشرحه عشر مجلدات.
درس، وأفتى، وأقرا العلم زماناً طويلاً، وانتفع الناس به، وانتهت إليه رئاسة المذهب في عصره، وكان معظماً في الخاص والعام، وعظيم الهيبة لدىٰ الملوك وغيرهم، كثير الفضائل والمحاسن، ومتين الديانة والورع.
هو من أول من ولي مشيخة دار الحديث، وحج ثلاث مرات، وكان رقيق القلب، وسريع الدمع، كريم النفس، كثير الذكر لله، والعبادة، وكان مجلسه عامراً بالفقهاء والمحدثين، وأهل الدين، وقد ولي القضاء مدة، وهو أول من ولي قضاء الحنابلة بالشام، ولي القضاء في دولة الملك الظاهر بيبرس في جمادى الأولى سنة 663 هـ على كره منه، وباشر مدة تزيد على اثنتي عشرة سنة، ثم عزل نفسه. ثم وليه بعده ابنه نجم الدين أحمد (ت. 689 هـ).
أخذ عنه العلم خلف منهم النووي، وتقي الدين ابن تيمية، وحدث بالكثير، وروىٰ عنه خلق كثير من الأئمة والحفاظ وغيرهم. وقد جمع المحدث إسماعيل بن الخباز ترجمته وأخباره في مائة وخمسين جزءاً.
وتوفي ليلة الثلاثاء، سلخ ربيع الآخر، سنة 682 هـ، ودفن من الغد عند والده بسفح قاسيون.

## مؤلفاته
- تسهيل المطلب في تحصيل المذهب، ستة أجزاء.
- الشرح الكبير على المقنع، في عشر مجلدات واستمد فيه من المغني لعمه، واسمه «الشافي».
- مشيخة، خرجها له مسعود بن أحمد الحارثي.
- فوائد الإخوان في الأحاديث الموافقات والأبدال والعوالي الحسان.